# Estadio Cristo el Señor
El Estadio Cristo el Señor es un estadio de fútbol localizado en el Distrito de Baños del Inca, a las afueras de la ciudad de Cajamarca, en el Departamento de Cajamarca, Perú. El estadio fue inaugurado en su primera etapa el 30 de julio de 2017 con la presencia de Martín Vizcarra y el presidente del club "José Sabogal Diéguez" Marco Alcalde.
Actualmente el estadio es utilizado por el Club Deportivo Comerciantes Unidos en la liga 2.

## Estructura
Cuenta con césped natural y acoge una capacidad para 20,000 espectadores, fue usado por primera vez en un partido oficial válido por la quinta fecha del Torneo Clausura 2018 entre los equipos de Comerciantes Unidos y Sport Boys.

### Primer partido profesional
| Fecha      | Local               | Resultado | Visitante  | Competición          |
| ---------- | ------------------- | --------- | ---------- | -------------------- |
| 25-09-2018 | Comerciantes Unidos | 3 - 2     | Sport Boys | Descentralizado 2018 |